# Jenniffer González
Jenniffer González Colón (San Juan, 5 de agosto de 1976) es una política puertorriqueña. Es la gobernadora del Estado Libre Asociado de Puerto Rico desde enero de 2025 y previamente fungió como comisionada residente de Puerto Rico entre 2017 y 2025. Es la actual presidenta del Partido Nuevo Progresista (PNP).
Jenniffer González ha asumido varios cargos en su partido político. De 2013 a 2017, fue la portavoz de la minoría penepé en la Cámara de Representantes. Sirvió como la 29.ª presidenta de la Cámara de Representantes de Puerto Rico, siendo la más joven en la historia de Puerto Rico con 32 años de edad.
El 8 de noviembre de 2016, González se convirtió en la primera mujer y la persona más joven en ser electa comisionada residente. Reelegida al cargo tras las elecciones de 2020, ocupó el cargo durante dos periodos hasta enero de 2025.
En diciembre de 2023, González anunció su candidatura a la gobernación retando a su compañero de partido y gobernador incumbente Pedro Pierluisi. Al derrotar a Pierluisi se convierte en la primera mujer en asumir la candidatura a la gobernación por el Partido Nuevo Progresista, cargo al que fue electa tras las elecciones de 2024. González es la segunda mujer en ser electa para el cargo tras Sila Calderón y la tercera en ejercerlo tras Sila Calderón y Wanda Vázquez.

## Educación y vida
Nació el 5 de agosto de 1976. Hija de Jorge González y Nydia Colón, Jenniffer González obtuvo un bachillerato en Ciencias Políticas (BA) en la Universidad de Puerto Rico. Continuó su educación obteniendo un juris doctor (JD) (cum laude) y una maestría en Derecho (LL.M.) con Concentración en Litigación y Métodos Alternos para la Solución de Conflictos (ADR) de la Facultad de Derecho de la Universidad Interamericana. Aunque obtuvo tanto un doctorado en jurisprudencia como un LL.M. de la Facultad de Derecho de la Universidad Interamericana de Puerto Rico, aún no ha sido admitida al Colegio de Abogados de ninguna jurisdicción debido a que no ha aprobado la reválida de leyes.

## Carrera política
González fue electa por primera vez a la Cámara de Representantes de Puerto Rico en una elección especial realizada el 24 de febrero de 2002, para cubrir la vacante dejada por el expresidente de la Cámara Edison Misla Aldarondo, luego de su renuncia como representante por el 4.º distrito, ubicado en San Juan. Fue la primera mujer electa para representar dicho distrito, la legisladora más joven de la 14.ª Asamblea Legislativa y la mujer más joven en ser elegida para la Asamblea Legislativa de Puerto Rico. Antes de ser elegida como representante, González se desempeñó como presidenta de la Organización Juvenil del Partido Nuevo Progresista de San Juan y participó activamente en el movimiento estudiantil a favor de la estadidad mientras asistía a la universidad.
González fue reelegida en las Elecciones generales de Puerto Rico de 2004, esta vez como representante por acumulación. Se desempeñó como presidenta de la Comisión de Asuntos de Gobierno de la Cámara y como miembro de portavoz del PNP en las comisiones de Presupuesto, Desarrollo de San Juan, Asuntos de la Mujer y Asuntos Internos, así como de la Comisión Conjunta para la Revisión del Código Civil de Puerto Rico.
En las elecciones de 2012, González fue nuevamente reelegida, esta vez reuniendo la mayor cantidad de votos en general, a pesar de que su partido perdió la mayoría en la Cámara. La misma noche de las elecciones, fue seleccionada por los miembros de la Cámara de Representantes del PNP para convertirse en portavoz de dicho partido en la Cámara de Representantes para el periodo 2013-2017.
En noviembre de 2015, González fue elegida por unanimidad como presidenta del Partido Republicano de Puerto Rico después de haber sido vicepresidenta del partido durante ocho años. Reemplazó al alcalde de Aguadilla, Carlos Méndez, en el cargo que anteriormente había ocupado el exgobernador Don Luis A. Ferré, fundador del Partido Nuevo Progresista, y el Dr. José Celso Barbosa, fundador tanto del Partido Republicano como del movimiento estatal en Puerto Rico. Durante la Convención Nacional Republicana de 2020, no pudo viajar al lugar de la convención debido a que estaba en cuarentena después de haber dado positivo a una prueba de Coronavirus o COVID-19. Delegó su papel de presidenta de la delegación puertorriqueña a Kevin Romero.

### Presidenta de la Cámara de Representantes
González fue reelegida para otro mandato en las Elecciones generales de 2008 obteniendo la mayor cantidad de votos de su partido y la segunda mayor cantidad de votos en general. A la edad de 32 años, fue elegida Presidenta de la Cámara de Representantes por los miembros de su delegación del Partido Nuevo Progresista durante una reunión realizada el 7 de noviembre de 2008. González derrotó al titular de la Cámara de Representantes, José Aponte Hernández, en su candidatura para la reelección para ese cargo, convirtiéndose en la persona más joven en la historia de Puerto Rico en ser elegida Presidenta de la Cámara y la tercera mujer en ocupar ese puesto. Se le recuerda porque durante su incumbencia como Presidenta de la Cámara, el 29 de marzo del 2006, rindió homenaje con fondos públicos al comerciante Cubano Julito Labatud, a quien el FBI admitió que tenía relación con grupo terrorista anticatrista en el exilio y con la ganga de policías corruptos de Ex Convicto coronel, Alejo Maldonado, conocida como "El Escuadrón de la Muerte". En más de una ocasión, Labatud expresó abiertamente en varios medios su intención de asesinar a su compatriota Carlos Muñiz Varela, quien fue asesinado el 29 de abril de 1979 frente a la casa de su madre.  Aún el caso no ha sido esclarecido.

### Comisionada residente de Puerto Rico
El 14 de septiembre de 2015, González anunció su candidatura para suceder a Pedro Pierluisi como comisionado residente de Puerto Rico. Seis días después, uno de los rivales de Pierluisi en las primarias para la candidatura a gobernador por el Partido Nuevo Progresista, Ricardo Rosselló, llegó a un acuerdo con ella para realizar una campaña conjunta y servir como compañeros de papeleta para las primarias del 5 de junio de 2016 y las elecciones generales del 8 de noviembre de 2016. Durante los diez meses que duró la campaña para la primaria, varias encuestas de opinión pública mostraron que González consistentemente contaba con más del 70% de índices de aprobación del electorado, convirtiéndola en la política más popular de cualquier partido político en la isla.[cita requerida]
El 5 de junio de 2016, González ganó las primarias del PNP por un amplio margen del 70,54% de los votos sobre su oponente Carlos Pesquera. Se convirtió así en la primera mujer en la historia del Partido Nuevo Progresista en ser nominada para el escaño de comisionada residente en el Congreso.
El 8 de noviembre de 2016, González fue electa comisionada residente de Puerto Rico, con el 48.77% de los votos, sobre su principal oponente, Héctor Ferrer Ríos del Partido Popular Democrático convirtiéndose en la primera mujer y persona más joven representar a Puerto Rico en el Congreso de los Estados Unidos desde la creación del puesto de Comisionado Residente de Puerto Rico 116 años atrás en el 1900.

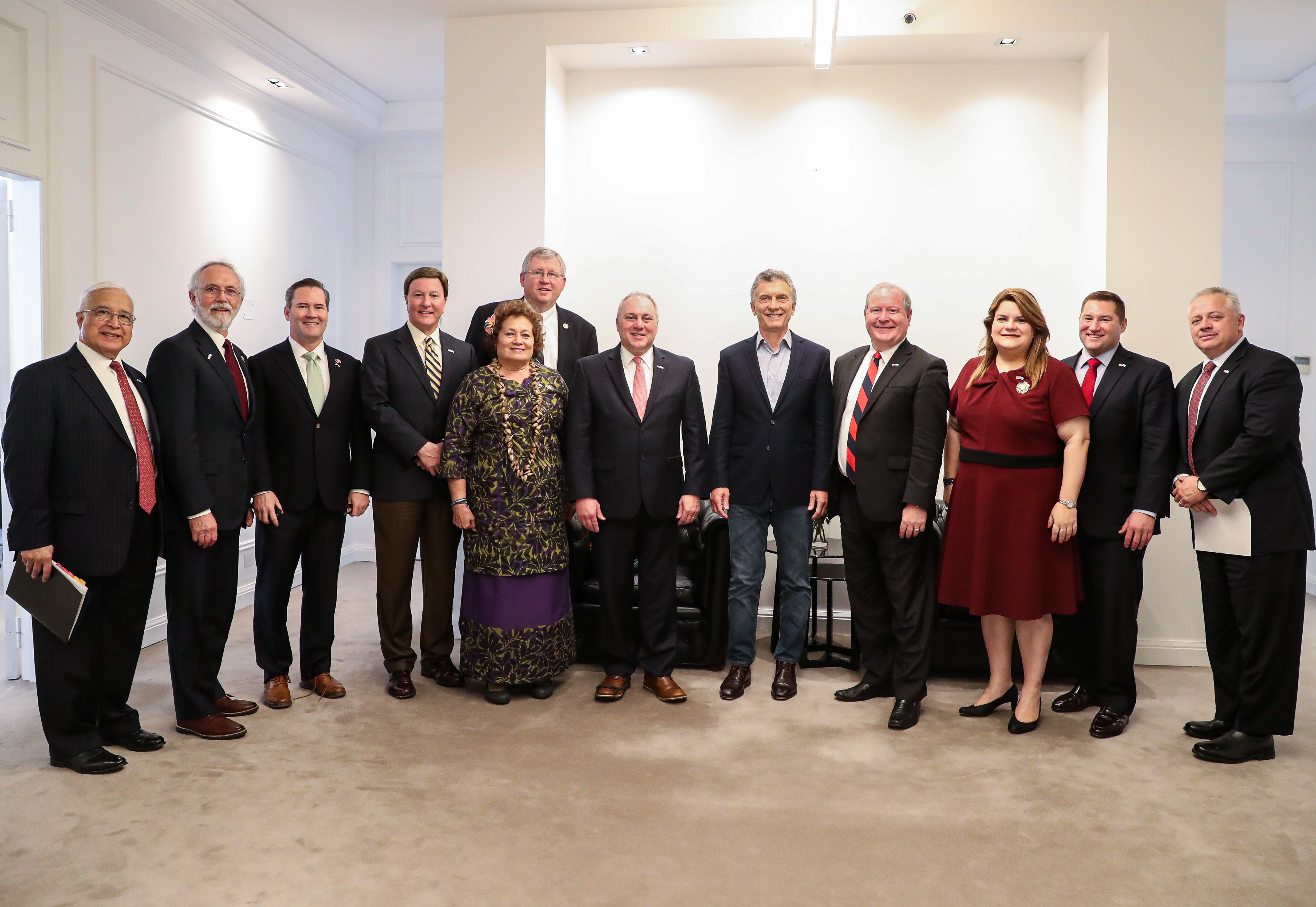
Jennifer González en la Quinta de Olivos con el Presidente de la Nación Argentina Mauricio Macri como parte de una delegación congresional a la Argentina en noviembre de 2019.

Su trabajo en el Congreso se ha centrado en patrocinar o proyectos de ley relacionados con asuntos de veteranos, la salud y alivio fiscal para Puerto Rico. González es miembro del Comité de Políticas de la Conferencia Republicana de la Cámara de Representantes. También es miembro de los Comités de Recursos Naturales, Asuntos de Veteranos y Pequeñas Empresas, vicepresidenta del Subcomité de Asuntos Indígenas, Insulares y de Nativos de Alaska, miembro del Subcomité de Supervisión e Investigaciones y copresidenta del Caucus Congresional Amigos de España.
Durante sus primeros dos años en el Congreso, González dedicó una gran cantidad de tiempo a los esfuerzos relacionados con la recuperación tras los huracanes Irma y María. Esto incluyó participar en varios viajes de la Cámara de Representantes y el Senado a Puerto Rico y acompañar al presidente en el Air Force One durante su visita oficial de 2017 para ver los daños de los huracanes en Puerto Rico.
Para el 116.º Congreso, González se ha desempeñado en el Comité de Transporte e Infraestructura y el Comité de Recursos Naturales. Desde 2019, ha continuado enfocándose en esfuerzos de recuperación ante desastres. Su enfoque en la recuperación de desastres para la isla comenzó después de los huracanes de 2017, pero continuó hasta 2020, después de que un terremoto azotara y causara daños significativos el 7 de enero de 2020 en las regiones sur y sureste de Puerto Rico.
Una encuesta realizada por El Nuevo Día en febrero de 2023 le arrojó un 38% de aprobación y un 29% de desaprobación con un 27% indicando que ni aprueban ni desaprueban de su labor. Adicionalmente, un 5% de los encuestados indicó que no está seguro y un 1% rehusó a contestar la pregunta. En la misma encuesta, un 39% de los encuestados respondieron que tienen una imagen positiva de la comisionada residente mientras un 36% tiene una imagen negativa, un 23% se muestra neutral y un 2% no está seguro. La misma encuesta también la valoró como líder máxima del PNP y la figura de mayor influencia política dentro del partido por encima del gobernador Pedro Pierluisi, así como la ganadora entre una hipotética primaria para la candidatura a la gobernación en las elecciones de 2024 entre ella y Pierluisi.
González anunció que buscaría la candidatura a la gobernación por el PNP en un mensaje televisado transmitido el 27 de septiembre de 2023. Se enfrentó en primarias al gobernador incumbente Pedro Pierluisi las cuales se celebraron el domingo 2 de junio de 2024. González derrotó a Pierluisi por un margen de 8.52%. El 29 de junio González fue oficialmente certificada por la Comisión Estatal de Elecciones como la ganadora de la contienda y el 30 de junio asumió la presidencia del Partido Nuevo Progresista.

## Gobernadora de Puerto Rico

### Transición gubernamental
Tras su certificación como Gobernadora electa, González anunció los integrantes de su comité de transición. Este es presidido por el Alcalde de Bayamón Ramón Luis Rivera y está integrado por Oriol Campos, Marcos Rodríguez Ema, Zayira Jordán Conde, Jorge Colberg Toro, Verónica Ferraiuoli Hornedo, Juan Zaragoza Gómez, César A. Alvarado Torres, Tere Riera Carrión y Janet Parra. Este comité se destacó por incluir a figuras de diversos sectores del espectro político incluyendo a miembros del Partido Popular Democrático como Juan Zaragoza y Jorge Colberg Toro, la excandidata a Comisionada residente del Movimiento Victoria Ciudadana Zayira Jordán Conde así como un miembro de ideología independentista César Alvarado Torres. De la misma manera, González anunció el lanzamiento de una plataforma digital para reclutar a jefes de agencia.

### Gobernación
El 2 de enero de 2025, fue juramentada como la trigésima gobernadora de Puerto Rico.

## Posiciones políticas
En el artículo The Hill's Latina Leaders to Watch de The Hill, la comisionada residente González es descrita como una política conservadora a favor de la estadidad, del gobierno pequeño y a favor del libre mercado. En el 115.º Congreso de los Estados Unidos, González fue clasificada como la 22.ª miembro más bipartidista de la Cámara por el Índice Bipartidista, una métrica publicada por The Lugar Center y la Escuela McCourt de Políticas Públicas de la Universidad de Georgetown para evaluar el bipartidismo en el Congreso de los Estados Unidos. Para el 116.º Congreso, fue calificada como la 11.ª miembro más bipartidista de la Cámara por el mismo índice.
En 2019, González fue una de los tres republicanos de la Cámara, junto con Brian Fitzpatrick y John Katko, en patrocinar la Ley de Igualdad, que prohíbe la discriminación por motivos de orientación sexual e identidad de género. Aunque González no pudo votar por la aprobación final del proyecto de ley debido a las reglas de la Cámara de Representantes de los Estados Unidos, la legislación fue aprobada por la Cámara de Representantes durante el 116.º Congreso.
Después del Asalto al Capitolio de los Estados Unidos de 2021, la comisionada residente condenó la violencia y culpó al presidente Donald Trump de incitar los disturbios. Sin embargo, González todavía apoyó a la mayoría de los republicanos en su esfuerzo por destituir a Liz Cheney de su puesto como Presidenta de la Conferencia Republicana de la Cámara.
González ha afirmado en varias ocasiones sostener políticas provida y está a favor de limitar el derecho al aborto después de las 22 semanas de gestación, solo favoreciendo la terminación de embarazos en casos específicos tal como casos de violación.

## Vida personal
El 24 de agosto de 2020, durante la pandemia de COVID-19, González anunció que había dado positivo al virus.
El 6 de agosto de 2022, González contrajo nupcias con su pareja José Jovin Vargas en la iglesia católica Santa Teresita en Santurce. En septiembre de 2023 anunció que está embarazada de gemelos. Dio a luz a sus gemelos el 16 de febrero de 2024 a quienes llamaron igual a sus progenitores: José Yovín Jorge y Jenniffer Nydia Mercedes.

## Historial electoral

Resultados de la elección para Comisionado Residente de 2020 por municipio.

Resultados de la primaria para Gobernador de 2024 por municipio.

| Año  | Cargo                             | Tipo      | Partido | Partido | Votos   | %     | Posición | Resultado |
| ---- | --------------------------------- | --------- | ------- | ------- | ------- | ----- | -------- | --------- |
| 2002 | Representante por el 4.º distrito | Especial  |         | PNP     | 1,413   | 33.1  | 1.ª      | Electa    |
| 2004 | Representante por acumulación     | Generales |         | PNP     | 148,785 | 7.8   | 5.ª      | Reelecta  |
| 2008 | Representante por acumulación     | Generales |         | PNP     | 161,116 | 8.6   | 2.ª      | Reelecta  |
| 2012 | Representante por acumulación     | Generales |         | PNP     | 160,279 | 8.8   | 1.ª      | Reelecta  |
| 2016 | Comisionada Residente             | Primarias |         | PNP     | 326,988 | 70.5  | 1.ª      | Electa    |
| 2016 | Comisionada Residente             | Generales |         | PNP     | 718,591 | 48.8  | 1.ª      | Electa    |
| 2020 | Comisionada Residente             | Generales |         | PNP     | 512,697 | 41.2  | 1.ª      | Reelecta  |
| 2024 | Gobernadora                       | Primarias |         | PNP     | 174,203 | 54.26 | 1.ª      | Electa    |
| 2024 | Gobernadora                       | Generales |         | PNP     | 526,020 | 41.26 | 1.ª      | Electa    |